# Senohraby
Senohraby jsou obec v okrese Praha-východ ve Středočeském kraji. Rozkládá se asi třináct kilometrů jihovýchodně od města Říčany. Žije zde přibližně 1 400 obyvatel.

## Historie
První písemná zmínka o obci pochází z roku 1444. „Roku 1444 druhého Novembris v pondělí po všech svatých, zapsala paní Běta z Konojed a ze Zlenic ve dluh 1600 kop míšeňských zboží své manské na ni připadlé po otci a bratrech, totiž hrad Zlenice, vsi Mirošovice, Hrusice, Všešimy, Lomnice, Chlum, Senohraby, půl městečka Lštění s přívozem, vsi Lensedly, Javorník, Důbravici a Bohumily a příslušenstvím panu Kostkovi z Postupic. Svědčí pan Hynek, řečený Medek z Waldeka, Jan ze Říčan, Jan Hájek z Popovic a Petr Mirek z Pětichvost."

## Obyvatelstvo
| Rok            | 1869 | 1880 | 1890 | 1900 | 1910 | 1921 | 1930 | 1950 | 1961  | 1970 | 1980 | 1991 | 2001 | 2011  | 2021  |
| -------------- | ---- | ---- | ---- | ---- | ---- | ---- | ---- | ---- | ----- | ---- | ---- | ---- | ---- | ----- | ----- |
| Počet obyvatel | 333  | 272  | 272  | 266  | 284  | 448  | 539  | 794  | 1 008 | 926  | 934  | 948  | 914  | 1 158 | 1 309 |
| Počet domů     | 38   | 43   | 47   | 58   | 84   | 107  | 172  | 340  | 237   | 239  | 263  | 328  | 352  | 406   | 453   |

## Obecní správa
V letech 1961–1992 k obci patřily Pětihosty.

### Územněsprávní začlenění
Dějiny územněsprávního začleňování zahrnují období od roku 1850 do současnosti. V chronologickém přehledu je uvedena územně administrativní příslušnost obce v roce, kdy ke změně došlo:
- 1850 země česká, kraj Praha, politický okres Jílové, soudní okres Říčany, obec Mirošovice[8]
- 1855 země česká, kraj Praha, soudní okres Říčany, obec Mirošovice[8]
- 1868 země česká, politický okres Český Brod, soudní okres Říčany, obec Mirošovice[8]
- 1898 země česká, politický okres Žižkov, soudní okres Říčany[9][7]
- 1921 země česká, politický okres Žižkov sídlo Říčany, soudní okres Říčany[10]
- 1925 země česká, politický i soudní okres Říčany[11]
- 1939 země česká, Oberlandrat Praha, politický i soudní okres Říčany[12]
- 1942 země česká, Oberlandrat Praha, politický okres Praha-venkov-jih, soudní okres Říčany[13]
- 1945 země česká, správní i soudní okres Říčany[14]
- 1949 Pražský kraj, okres Říčany[15]
- 1960 Středočeský kraj, okres Praha-východ[16]

### Obecní symboly
Dne 25. dubna 2018 bylo schváleno usnesením výboru pro vědu, vzdělání, kulturu, mládež a tělovýchovu udělení znaku a vlajky obce. Znak a vlajka byly obci uděleny rozhodnutím předsedy Poslanecké sněmovny Parlamentu České republiky dne 3. května 2018.

## Společnost
V obci Senohraby (540 obyvatel, poštovní úřad, telegrafní stanice, telefonní stanice, četnická stanice) byly v roce 1932 evidovány tyto živnosti a obchody: bednář, 2 cihelny, družstvo pro rozvod elektrické energie pro Senohraby a Hrušov, holič, 5 hostinců, 2 hotely Hanzl a Valencia, 2 krejčí, zasilatelství minerální vody, obuvník, pekař, 3 obchody s lahvovým pivem, pensionát, restaurace Nádražní, 3 řezníci, 4 obchody se smíšeným zbožím, stavební hmoty, stavitel, švadlena, trafika, 2 truhláři, zahradník, obchod se zemskými plodinami.

## Doprava
Dopravní síť
- Pozemní komunikace
- silnice I/3 Mirošovice – Senohraby – Benešov – Miličín, České Budějovice – Dolní Dvořiště – postupně nahrazovaná D3
- silnice III/6031 Nespeky – Pyšely – Senohraby – Ondřejov
- silnice III/0312 Senohraby – Zaječice (Pyšely)
- silnice III/3352 Senohraby – Mirošovice

- Železnice – Obec Senohraby má vlastní nádraží na železniční trati 221 Praha – Benešov u Prahy. Jedná se o dvoukolejnou elektrizovanou celostátní trať zařazenou do evropského železničního systému, součást IV. tranzitního železničního koridoru. Doprava na ní byla zahájena roku 1871.

Veřejná doprava 2011
- Autobusová doprava – Nespeky – Pyšely – Senohraby – Hrusice(v pracovních dnech 14 spojů, o víkendech 4 spoje) (dopravce Veolia Transport Praha, s. r. o.).

Železniční doprava – Po trati 221 vede linka S9 a R49 Praha – Benešov v rámci pražského systému Esko. Železniční stanici Senohraby obsluhuje velké množství osobních vlaků, spěšné vlaky linky R49 (Praha – Tábor), rychlíky zde projíždějí.

## Pamětihodnosti
- Hrad Zlenice – zřícenina na soutoku Sázavy a potoka Mnichovka, místní název Hláska
- Votočkova vila – památkově chráněná budova
- Hrad Ježov – zřícenina hradu na území Senohrab a Mirošovic
- Husův Kámen u Mnichovky
- vila Valencia

## Zajímavosti

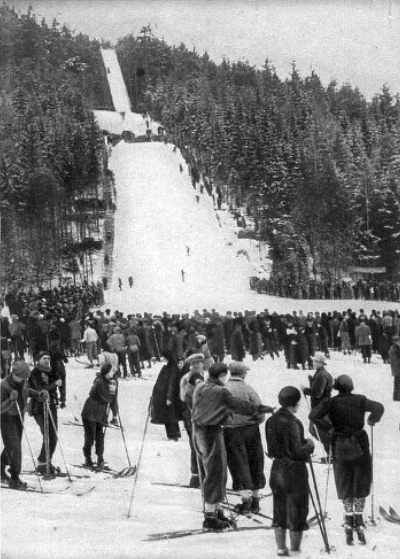
Senohraby, otevření lyžařského můstku (1933)

Slavnostní otevření lyžařského můstku SK Slavia Senohraby se uskutečnilo 15. ledna 1933 v Senohrabech – Hrušově a bylo doprovozeno řadou sportovně hodnotných soutěží. Pásku nového lyžařského můstku přestřihl náčelník Svazu lyžařů Republiky Československé architekt Jarolímek. Nájezdová věž byla vysoká 16 m. V roce 1941 se na tomto můstku konalo mistrovství republiky. Nejdelší skok měřil 53 m. V roce 1944 byla dřevěná část konstrukce rozebrána a použita jako palivové dříví v ubytovně Hitlerjugend. Oddíl běžeckého lyžování však v obci přežil i do 21. století.
S rozvojem Senohrab jako rekreačního letoviska vznikla v obci na přelomu 19. a 20. století řada architektonicky zajímavých vil.
Při ústí Mnichovky do Sázavy vznikly i říční lázně, které byly obnoveny koncem 20. století včetně přívozu do protilehlé obce Zlenice s železniční zastávkou tzv. Posázavského pacifiku.